# Jean de Latre
Jean de Latre (auch Joannes Petit de Latre; * um 1505 in Flandern; † 31. August 1569 in Utrecht) war ein franko-flämischer Komponist, Sänger und Kapellmeister der Renaissance.

## Leben und Wirken

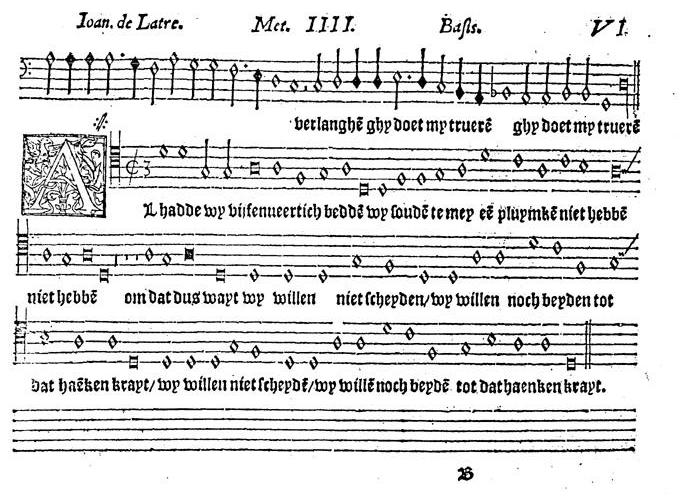
Ein niederländisches Chanson von Petit Jean De Latre, der Anthologie Dat ierste boeck vanden Niewe Duytsche Liedekens entnommen, veröffentlicht von Jacob Baethen, Maastricht 1554

Über die Jugend- und Ausbildungszeit von Jean de Latre sind keine Informationen überliefert. Erstmals erscheint sein Name in den Listen des Kollegiatstifts Saint-Jean l’Evangeliste in Lüttich für die Jahre 1538 und 1539 als Singmeister (maître de chant). Weil die Listen vor und nach diesen Jahren verloren sind, ist es möglich, dass er schon vor 1538 und nach 1539 dort gewirkt hat. Im November 1544 trat er die Nachfolge von Adam Lauri als succentor an der Kirche St. Martin in Lüttich an und leitete die Kapelle der Kirche fast 20 Jahre lang mit Geschick und Erfolg. Er hatte aber öfters Auseinandersetzungen mit dem Domkapitel dieser Kirche, weil er zeitweise die Chorknaben vernachlässigte und Schulden gemacht hatte. De Latre war verheiratet und hatte mehrere Kinder, darunter zwei Söhne, die im Stiftsregister von St. Martin als duodeni bezeichnet wurden, der erste von 1546 bis 1552, der andere von 1556 bis 1562. Zu seinen Schülern zählten Johannes Mangon und Gerard de Villers.
Ebenfalls ab 1544 wirkte De Latre als Kapellmeister des Lütticher Fürstbischofs Georg von Österreich, einem humanistisch gesinnten Musikfreund. Hier hatte er den Nutzen wichtiger Kontakte zu anderen Künstlern wie Lambert Lombard (1506–1566) und Franciscus Florius (1516–1570) und zu weiteren wichtigen Personen im Umkreis des Bischofs. Der frühe Tod des Bischofs im Jahr 1557 nahm ihm ein hervorragendes Amt und einen wohlwollenden Dienstherrn, dem er 1552 eine Chansonsammlung gewidmet hatte. Die Obliegenheiten in dieser Stellung führten wahrscheinlich zur Vernachlässigung seiner Pflichten an St. Martin, dessen Kapitel ihm am 23. November mit der Entlassung drohte; er ist dennoch in den Listen vom Oktober 1555 bis Mai 1562 aufgeführt. Durch Vermittlung der genannten Gönner bekam der Komponist 1563 das Amt des archimusicus des Chors in Amersfoort, kehrte aber Ende 1564 an die Kapelle an St. Martin in Lüttich zurück. Hier wurde er vom Dekan des Stifts wegen seiner häufigen finanziellen Probleme am 7. Oktober 1565 entlassen. Er wandte sich im Dezember des Jahres nach Utrecht und war dort zunächst Gast des Kapitels der Johanniskirche (Janskerk). Dann bekam er eine Doppelanstellung als schoolmester und sangmester an der Pfarrkirche St. Marie (Buurkerk) in der Nähe des Rathauses. Entsprechend der Inschrift seiner Grabplatte in dieser Kirche, auf der er Johanni Petit de Latre, musicus excellentissimus genannt wurde, starb der Komponist am 31. August 1569 in Utrecht.

## Bedeutung
Die Werke von Jean de Latre wurden zunächst mit denen von namhaften Komponisten in vielen Sammelwerken (in den Niederlanden zwischen 1547 und 1564, in Deutschland zwischen 1561 und 1564) veröffentlicht; es gab auch drei Sammeldrucke mit Werken nur von ihm. Wenige Stücke erlebten Neudrucke bis zum Jahr 1660. Im Stil seiner Chansons lehnte sich De Latre an die Chansons von Thomas Crécquillon, Claudin de Sermisy, Jacobus Clemens non Papa und Jean Courtois an; drei der Chansons sind auch in Lautentabulaturen erschienen. Seine Motetten zeichnen sich durch eine geschmeidige Melodie und sorgfältige Textakzentuierung aus. In seinen 19 Lamentationen, die 1554 in Maastricht gedruckt wurden, drückt sich die Last der Inquisition aus, unter der das Lütticher Volk zu leiden hatte; hier zeigte der Komponist eine bemerkenswerte Beherrschung der kontrapunktischen Kunst und gleichzeitig die für Italien typische Suche nach dem angemessenen Ausdruck des Bibelworts. Manche Passagen seiner geistlichen Werke zeigen einen strengen und dichten imitatorischen Stil, wie bei Nicolas Gombert und Clemens non Papa, in anderen Teilen dominiert eine vertikale Satzkunst mit kurzen imitatorischen Passagen. So stellt De Latres polyphoner Stil einen Übergang von der franko-flämischen Tradition Josquins zu den homophonen Tendenzen der Humanisten dar.

## Werke
- Messen
  - Missa benedictus (nur Sopran erhalten)
  - Missa „Faulte d’argent“ (nur Sopran erhalten)
- Lamentationen
  - 19 Lamentationen zu drei bis sechs Stimmen
- Motetten
  - „Beata es virgo maria, quae dominum portasti“ zu fünf Stimmen
  - „Clamentium ad te Deus“, „Tribulationem“ zu vier Stimmen
  - „Deus noster refugium et virtus“, „Pauper sum ego“ zu fünf Stimmen
  - „Extraneus factus sum“ zu fünf Stimmen
  - „Georgi matyr inclite te decet laus et gloria“ zu fünf Stimmen
  - „In te, Domine, speravi, non confundar in aeternum“ zu vier Stimmen
  - „Jesu Christe fili“ zu sechs Stimmen
  - „Justum deduxit dominus“ zu vier Stimmen (teilweise Créquillon zugeschrieben)
  - „O domine adjuva“ zu vier Stimmen
  - „Peccavi super numerum“ zu vier Stimmen
  - „Qualis est dilecta mea“ zu sechs Stimmen
  - „Si oblitus fuero mi Jherusalem“ zu vier Stimmen
  - 1 weitere nicht näher bezeichnete Motette
- Französische Chansons
  - „Amoureulx suis quand je bois d’ung souvenir, Fricassée sur le dessus de mon povre ceur“ zu vier Stimmen
  - „A tort soeuffre en attendant plus grand contentement“ zu vier Stimmen
  - „A tort soeuffre tant de peine et martire, veu qu’en“ zu vier Stimmen
  - „Auprés de vous secretement demeure mon povre ceur“ zu drei Stimmen
  - „Avant l’aymer, je l’ay voulu cognoistre, l’ayant“ zu vier Stimmen
  - „Belle donnez moy ung regard“ zu fünf Stimmen
  - „Blancq et clairet sont les couleurs de ce bon vin“ zu vier Stimmen
  - „Cessés, mes yeulx, de plus dormir ne voir“ zu vier Stimmen
  - „Comme la rose se perd en peu d’espace, ainsi le“ zu vier Stimmen
  - „Comment, mes yeulx, auriés-vous bien promis ce“ zu vier Stimmen
  - „De toutes Magrietes qu’on vist jamais en terre“ zu vier Stimmen
  - „De varier n’en est plus mention, c’est ung arest“ zu vier Stimmen
  - „Dieu me fault-il tant de mal supporter“ zu drei Stimmen
  - „Dieu sçait pourquoy souspire et lamente et si“ zu vier Stimmen
  - „Doeul et melancoly, ce sont mes biens mondains“ zu vier Stimmen
  - „Donne me fut des cieulx a ma naissance“ zu vier Stimmen
  - „Donnés secours, ma doulce ayme“ zu vier Stimmen
  - „Elle a bien ce riz gracieux“ zu sechs Stimmen
  - „En attendant“ zu vier Stimmen
  - „En attendant la mort“ zu fünf Stimmen
  - „En attendant le confort de mamye, le ceur my“ zu vier Stimmen (teilweise Crécquillon zugeschrieben)
  - „En regardant vostre excellent visaige“ zu fünf Stimmen
  - „Espoir sans fin me maine en desespoir, ung doulx“ zu vier Stimmen
  - „Ingrate ne doibz estre et aussi ne le veulx estre“ zu vier Stimmen
  - „Ja ne mourez, mon cher amant“ zu vier Stimmen
  - „J’attends la fin, que l’amour commencée entre nous“ zu vier Stimmen
  - „J’attends secours de ma seulle pensée, j’attens le“ zu vier Stimmen
  - „J’ay ung refus en lieu de mon salaire, qui d’une“ zu vier Stimmen
  - „Je l’ay perdu en peu de temps“ zu vier Stimmen
  - „La jeune dame ayant noble coraige, doibt reverer“ zu vier Stimmen
  - „Le ceur, l’esprit avecque mon desir, ils sont à vous“ zu vier Stimmen
  - „L’heur me viendra que par vous“ zu drei Stimmen
  - „Lucresse ung jour“ zu fünf Stimmen
  - „Malheur m’est heut et bien sur tous biens desirable“ zu vier Stimmen
  - „Meschant amour“ zu fünf Stimmen
  - „O bon vouloir parfaict et aymable, qui est le port“ zu vier Stimmen
  - „O coeur haultain“ zu sechs Stimmen
  - „O envieulx, qui de mon infortune te resjouys“ zu vier Stimmen
  - „O triste adieu, qui du tout m’est contraire, car je“ zu vier Stimmen
  - „Pour obtenir bon loz honneur“ zu sechs Stimmen
  - „Pourquoy en amour mon ceur changeroie, piusque“ zu vier Stimmen
  - „Prenez plaisir“ zu fünf Stimmen
  - „Quand au vouloir, J’espere fermement estre parfaict“ zu vier Stimmen
  - „Qui veult du tout service perdre“ zu drei Stimmen
  - „Qui veult son ceur en dieu d’amour offrir, pour“ zu vier Stimmen
  - „Resveille-toy, coeur gracieux, tu n’as pas cause“ zu vier Stimmen
  - „Secourez moy damoyselles“ zu fünf Stimmen
  - „Si j’ay voulu de moy tant presumer, d’aymer si“ zu vier Stimmen
  - „Si n’ay secours“ zu vier Stimmen
  - „Soyons joyeulx“ zu drei Stimmen
  - „Sur la rousee“ zu sechs Stimmen
  - „Tout a part“ zu fünf Stimmen
  - „Ung doulx regard la belle me donna, donnant son oeil“ zu vier Stimmen
  - „Vivray-je toujours en telle peine“ („Sans plourer et gemir“) zu vier Stimmen
  - „Vivre ne puis sur terre, car mort suys à demi“ zu vier Stimmen (teilweise fälschlich Antonio Galli zugeschrieben)
  - „Vivre ne puis sur terre, car mort suis à demi“ zu sechs Stimmen (teilweise fälschlich Antonio Galli zugeschrieben)
- Niederländische Chansons
  - „Alle myn gepeys“ (Stimmenzahl unbekannt)
  - „Al hadden wy vijven veertlich bedden“ zu vier Stimmen
  - „Compt musiciens“ zu sechs Stimmen
  - „Een meisken fier“ zu acht Stimmen
  - „Gelijk de roos in ’t kort druipt van de struyken“, „Verwachtende ’t gezont zijn van mijn leven“ zu vier Stimmen
  - „Het viel ein hemels dauwe“ zu vier Stimmen
  - „Hoe soud ick konnen werde gesont“ zu fünf Stimmen
  - „Lustich amoureuse gheesten“ zu vier Stimmen
  - „Moet ic om u schoon monxken roet“ zu vier Stimmen
  - „Schoon lief“ zu fünf Stimmen
  - „Supplicamus haelt ons wyn“ (Stimmenzahl unbekannt)
  - „Weest nu verblyt“ zu sieben Stimmen
  - „Weest nu verhuecht“ (Stimmenzahl unbekannt)
- Chansons in Lautentabulatur
  - „O envieulx qui de mon infortune“
  - „Vivray-je toujours en soucis“
- Bühnenwerke auf Texte von Grégoire de Hollogne, Anvers 1556; Musik (darin Chöre und anderes) nicht erhalten
  - Tragédie de Saint-Laurent
  - Tragédie de Saint-Lambert
  - Tragédie de Sainte-Catherine